# Pantragismo
Con il termine pantragismo s'intende una visione dell'esistenza umana improntata a una disperata e ineliminabile tragicità. Presente fin dall'epica e tragedia greche, da testi contenuti nella Bibbia ebraica (Tanakh) come il Qoelet e dall'apocalisse sinottica cristiana, il concetto è poi subentrato in filosofia per alludere a un pensiero tragico da parte di autori del periodo romantico come Hegel, Feuerbach, Schopenhauer, in ampia misura Leopardi, nell'ambito religioso anche Kierkegaard e, nel Novecento, dall'esistenzialismo ateo.
Questi pensatori appaiono sostanzialmente isolati nel panorama culturale della prima metà dell'Ottocento, dominato dall'ottimismo dell'idealismo e del positivismo cui essi si contrappongono in modo deciso e radicale.
Al di là delle filosofie accademiche e della loro visione astratta e sistematica, essi si fanno attenti e sensibili interpreti di un'inquietudine profonda che minaccia la società del tempo, dovuta anche alla grande trasformazione economica in atto ed al crollo dei valori tradizionali, messi in crisi dall'attivismo spregiudicato e dallo spirito di sopraffazione dei nuovi ricchi, mercanti, borghesi e capitalisti protagonisti del mutato scenario storico.
Pur nella diversità delle soluzioni prospettate, tali autori sono accomunati da un'attenzione nuova alla condizione dell'uomo, considerato nella sua realtà sofferente e singolare.

## Friedrich Hebbel
Influssi di questi autori si ritrovano nello scrittore tedesco Christian Friedrich Hebbel (1813-1863), che nelle sue opere accentuò il tema della tragicità della vita dell'uomo diffondendolo soprattutto nel mondo culturale tedesco. Il neologismo è stato coniato da Arno Scheunert nel 1903 per riferirsi alla visione del mondo ed all'estetica di Hebbel.

## Hegel
In filosofia il pantragismo è stato rintracciato ad opera dell'interprete della filosofia hegeliana Jean Hyppolite nella concezione della storia del filosofo tedesco:
Per Hyppolite, il pantragismo hegeliano, visione dominante della vita umana all'interno del fatale divenire storico, è la premessa della ricerca di una soluzione che avverrà nella logica dialettica, la quale fornirà una giustificazione panlogistica del destino dell'uomo.
Ma la «immane forza del negativo», con cui nella Prefazione alla Fenomenologia dello spirito  Hegel indica la potenza dell'intelletto che trionferebbe sul male ritorcendoglielo contro, nell'ultima fase del suo pensiero diventa invece l'ineluttabilità della "coscienza infelice" non eliminabile per nessuno di noi.

## Schopenhauer
Una figura esemplare della visione totalmente tragica dell'esistenza si ritrova in Schopenhauer: la noumenica, e perciò ineliminabile, "volontà di vivere" è causa di sofferenza per tutti gli esseri, e in special modo per l'uomo, la cui razionalità rende infinitamente più dolorosa la sua vita rispetto a quella degli altri animali.
Infatti a differenza di essi l'uomo sa di dover morire, ed è angosciato dalla rappresentazione di dolori passati che generano vecchie e nuove per il futuro che si aggiungono al dolore presente.
La volontà di vivere produce incessantemente nell'uomo bisogni che richiedono soddisfazione: desideri, che sono dunque reazione ad un senso di mancanza, di sofferenza.
Difficilmente però tutti i desideri si realizzano, e la mancata realizzazione di alcuni di essi causa un'ulteriore, più acuta sofferenza.
Ma, anche quando un desiderio viene soddisfatto, il piacere che ne deriva risulta essere solo di natura negativa, soltanto, cioè, un alleviamento della sofferenza provocata da quel prepotente bisogno iniziale; bisogno che subito riappare in altra forma, pronto a pungolare con nuovi desideri l'affannata coscienza umana.
E quando pure l'uomo non viva nel bisogno fisico e nella miseria, quando nessun effimero desiderio (invidia, vanità, onore, vendetta) gli riempia i giorni e le ore, subito la noia, la più orrenda e più angosciosa di tutte le sofferenze, si abbatte su di lui.
(Arthur Schopenhauer)
La vita umana è quindi un alternarsi di dolore e di noia, passando per la momentanea sensazione meramente negativa del piacere.
La via d'uscita al pantragismo proposta da Schopenhauer, quella dell'ascesi, non è una vera soluzione: ascesi vuol dire infatti farsi attraversare dalla corrente vitale rinunciando a tutto ciò che è corporeo, rinunciando a vivere.

## Feuerbach
Nel 1850 Feuerbach recensisce favorevolmente uno scritto di Jakob Moleschott sull'alimentazione, interpretata come la base che rende possibile il costituirsi e perfezionarsi della cultura umana: un popolo può progredire migliorando l'alimentazione.
La base materialista del suo pensiero viene confermata dalla lettura, nel 1860, di Schopenhauer, a cui però contesta la soluzione etica all'inevitabile destino tragico dell'uomo attraverso le tre fasi di fuga dalla volontà di vivere.
Pur apprezzando la soluzione morale della compassione che rivelava all'individuo, facendolo uscire dal suo egoismo, la necessità di una condivisione e partecipazione al dolore che viveva il suo simile, per Feuerbach Schopenhauer rimane un "moralista soprannaturalista", un "idealista contagiato dall'epidemia del materialismo".
È Dio che rende chiara all'uomo la tragicità della sua esistenza. Significativo è il titolo di uno scritto del 1862: Il mistero del sacrificio o l'uomo è ciò che mangia. La premessa fondamentale è che dobbiamo alimentarci meglio per pensare meglio e per capire che Dio non è altro che l'eco del nostro grido di dolore, Dio è una lacrima dell'onda versata nel più profondo dolore della miseria umana.
La filosofia si assume il compito di trarre l'uomo «fuori dal pantano in cui era sommerso»  e convincerlo a «pensare, parlare e agire in modo puramente ed autenticamente umano» abbattendo le illusioni e i pregiudizi del presente ed accettando il fatale determinismo della sua esistenza puramente materiale.

## Friedrich Nietzsche
Nel panorama filosofico del tempo Friedrich Nietzsche (1844-1900) avanza una sua originale concezione della tragicità nell'opera La nascita della tragedia (Die Geburt der Tragödie aus dem Geiste der Musik, 1872): egli non concorda con l'interpretazione della tragedia greca come visione pessimistica dell'esistenza o di supina accettazione del destino; per il filosofo tedesco il senso del tragico negli autori antichi rappresenta invece una forte ed eroica volontà di vivere e vincere.
Lo stesso Nietzsche rimprovera agli interpreti precedenti il non aver saputo cogliere «il legame di apollineo e dionisiaco che deve esser visto come un rapporto puramente estetico [...] di non aver cioè colto l'aspetto ludico-estetico del tragico – ciò significa la sua valenza amorale, ateologica e anche antipessimistica – e di aver invece privilegiato l'aspetto morale» come appare evidente nel pessimismo morale di Schopenhauer.

## Filosofia contemporanea italiana
Si rifanno al pensiero tragico Sergio Givone in modo esplicito e Salvatore Natoli in modo dialettico, come metafisica del tragico. Per una visione d'assieme si veda Giuseppe Cantarano.